# 에드워드 마이브리지

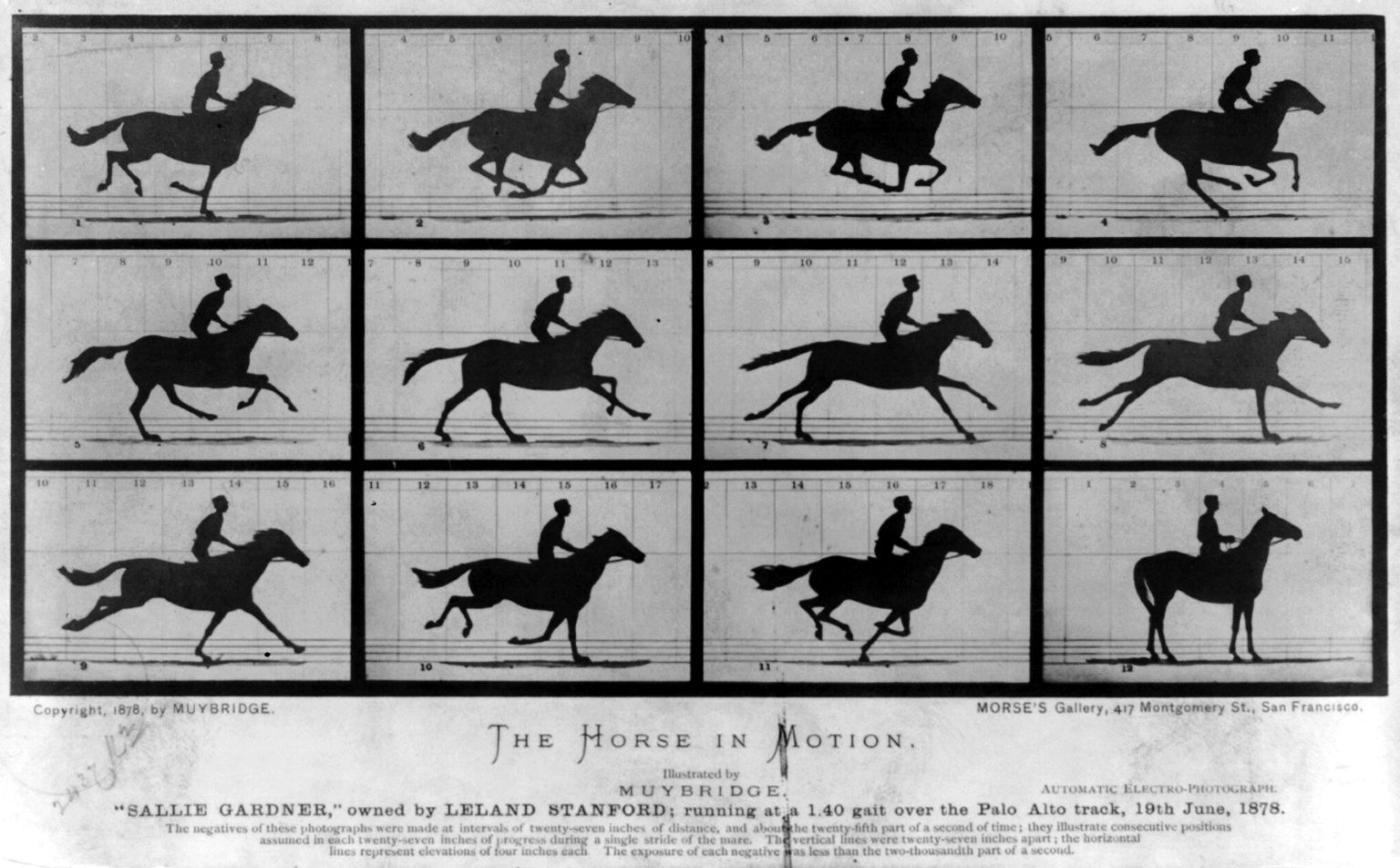
움직이는 말

에드워드 제임스 마이브리지(Eadweard James Muybridge, IPA: [ˌɛdwərd ˈmaɪbrɪdʒ], 본명: Edward James Muggeridge, 1830년 4월 9일~1904년 5월 8일)는 영국의 사진가이다. 동물의 움직임에 대한 획기적인 연구와 영화를 만들 때 사용하는 필름을 앞서는 기계 주프락시스코프(Zoopraxiscope)를 개발한 것으로 유명하다.

## 같이 보기
- 영화의 역사
- 미국 영화